# Анализируй то
«Анализируй то» (англ. Analyze That) — американская комедия 2002 года, сиквел фильма «Анализируй это».

## Сюжет
Крёстного отца мафии Пола Витти освобождают из тюрьмы. Он пытается приспособиться к мирной жизни и идёт работать на телевидение консультантом сериала о мафии. Но ему по-прежнему нужна помощь психоаналитика Бена Собеля.

## В ролях
| Актёр             | Роль                   |
| ----------------- | ---------------------- |
| Роберт Де Ниро    | Пол Витти              |
| Билли Кристал     | доктор Бен Собель      |
| Лиза Кудроу       | Лаура Макнамара Собель |
| Джо Витерелли     | «Студень»              |
| Кэти Мориарти     | Пэтти Лопрести         |
| Джой Диас         | Дакс                   |
| Томас Розалес мл. | «Койот»                |
| Ребекка Шулл      | мать Бена              |
| Джеймс Бибери     | агент Миллер           |
| Кэлли Торн        | агент Серроне          |
| Энтони Лапалья    | Энтони Белла           |
| Джо Д'Онофрио     | убийца Рагацци         |
| Фрэнк Джио        | Лу Рагацци             |
| Раймонд Франца    | Лу Эдди ДеВол          |
| Крис Тардио       | Бобби                  |
| Джина Линн        | стриптизёрша           |
| Дженна Джеймсон   | стриптизёрша           |
| Уильям ДеМео      | Аль Пачино             |

## Критика
Фильм получил низкие оценки кинокритиков. На Rotten Tomatoes у картины 27 % положительных отзывов на основе 151 рецензий со средним рейтингом 4,8 из 10. На Metacritic средневзвешенный балл на основе 34 рецензий составляет 37 из 100, что указывает на «в целом неблагоприятные отзывы». Роджер Эберт дал фильму 2 звезды из 4 и написал: «Если первый фильм, казалось, естественно вытекал из предпосылки, то этот, кажется, беспокойно прокрадывается на экран, осознавая, что это похоже на легкую, поверхностную работу по переработке».